# Koshiro Sumi
Koshiro Sumi (født 13. august 2002) er en japansk fodboldspiller.
Han har spillet for flere forskellige klubber i sin karriere, herunder FC Tokyo.